# 索菲伊夫卡 (科拉里夫卡市鎮)
索菲伊夫卡（羅馬化：Sofiivka）是位於烏克蘭東南部的村莊，由扎波羅熱州別爾江斯克區的科拉里夫卡市镇負責管轄，亦为该市镇的行政中心。該村始建於1862年，處於洛祖瓦特卡河左岸，始建於1862年，面積2.26平方公里，海拔高度41米，2001年人口1,128。

## 村名歷史
從始建到1933年，該村名為羅曼尼夫卡（烏克蘭語：Романівка）。
1933年，蘇烏把村莊改名為科拉里夫卡（烏克蘭語：Коларівка）以紀念保加利亞共產黨員瓦西里·科拉羅夫。
2016年，由於去共化的緣故，該村改名至博尔哈爾卡（烏克蘭語：Болгарка）。
2021年，為聽從眾村民的意願，村名再改至索菲伊夫卡（烏克蘭語：Софіївка）。